# 謝赫·西塞
謝赫·西塞（Cheick Sallah Cissé，1993年9月19日—）是一名象牙海岸跆拳道運動員，主攻男子80公斤級項目。他曾經獲得2015年非洲運動會男子80公斤級冠軍以及2016年夏季奧林匹克運動會男子80公斤級冠軍。

## 外部連結
- taekwondodata.com（页面存档备份，存于）